# Plateau United Football Club
Maillots
Le Plateau United Football Club est un club de football nigérian basé à Jos.

## Histoire
En juillet 2012, le club alors en deuxième division est suspendu par la Fédération du Nigeria de football pour match truqué, après que le club a remporté son match de barrage contre l'Akurba FC sur le score de 79-0.

## Palmarès
- Coupe de l'UFOA
  - Finaliste : 1994
- Championnat du Nigeria
  - 2017
- Coupe du Nigeria
  - Vainqueur : 1999
  - Finaliste : 1962, 1963, 1964, 1965, 1966, 1967, 1970, 1993, 1998

## Anciens joueurs
- Celestine Babayaro
- Greg Etafia
- John Obi Mikel
- Victor Obinna
- Christian Obodo
- Seyi Olajengbesi
- Ambruse Vanzekin